# Râul Merrimack
Râul Merrimack (engleză Merrimack River) este un râu cu lungimea de 177 km, el fiind cel mai lung râu din Noua Anglie. Bazinul lui de colectare se întinde pe o suprafață de 12.900 km², iar debitul mediu este de 215 m³/s.

## Date geografice

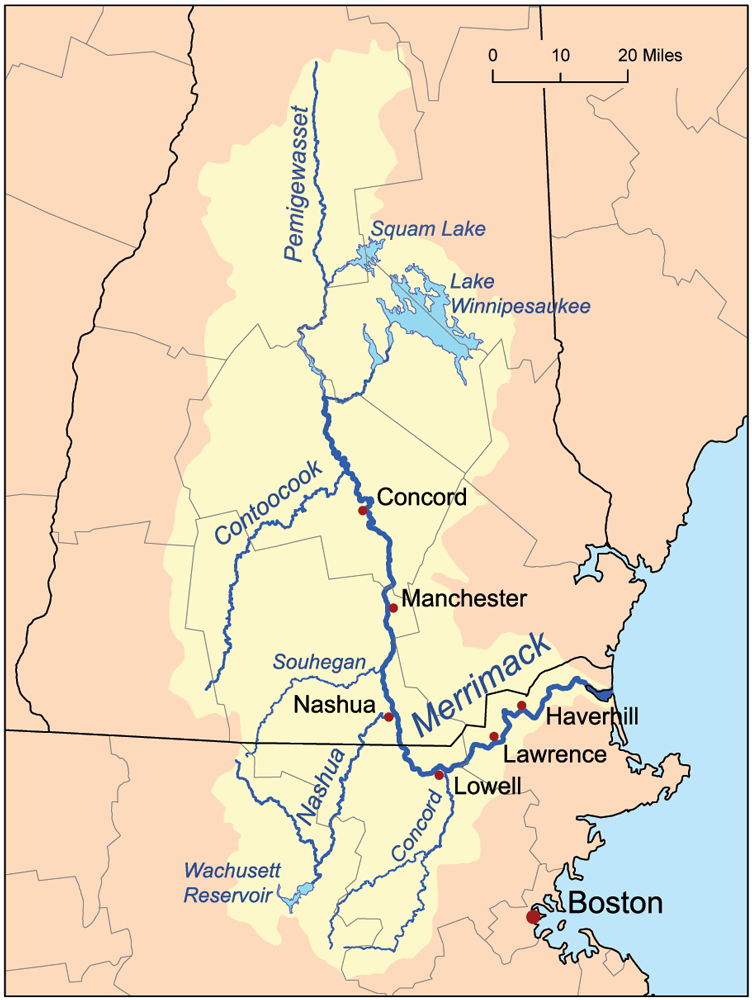
Râul Merrimack

Râul Merrimack provine din confluența lui Pemigewasset River și Winnipesaukee River, la localitatea Franklin, New Hampshire. Merrimack curge spre sud și se varsă la Newburyport, Massachusetts la nord de Boston în Atlantic.

## Istoric
Numele râului provine din limba amerindienilor "Merruasquamack" (Locul torentului). Prin anii 1630 regiunea este locuită de puritani care au întemeiat localitățile Newburyport în 1635  și Rowley în 1638. Prin industrializarea regiunii râul devine un mijloc important de transport. Tranportul naval a fost intensificat prin construirea Canalului Middlesex care face legătura prin Charles River cu Charlestown și portul Boston. În anul 1851 transportul pe râu face concurență serioasă transportului pe calea ferată. În secolul XIX se contruiesc pe cursul lui Merrimack o serie mori textile, valea lui devenind un centru important american al industriei textile.